# West Indies Women‘s Cricket Team in Neuseeland in der Saison 2013/14
Die Tour der neuseeländischen Cricket-Nationalmannschaft nach Neuseeland in der Saison 2013/14 fand vom 22. Februar bis zum 9. März 2014 statt. Die internationale Cricket-Tour war Bestandteil der Internationalen Cricket-Saison 2013/14 und umfasste drei WODIs und drei WTwenty20s. Indien gewann die WODI-Serie mit 3–0, Sri Lanka die WTwenty20-Serie mit 2–1.

## Vorgeschichte
Die West Indies spielten zuvor gegen England. Neuseeland und die West Indies trafen zuvor in der Saison schon bei einer Tour in den West Indies aufeinander.

## Stadien
Die folgenden Stadien wurden für die Tour als Austragungsort vorgesehen und am 16. August 2013 bekanntgegeben.
| Stadion             | Stadt           | Kapazität | Spiele       |
| ------------------- | --------------- | --------- | ------------ |
| Queens Park         | Invercargill    |           | 1. – 3. WT20 |
| Bert Sutcliffe Oval | Lincoln         |           | 1. – 3. WODI |
| Bay Oval            | Mount Maunganui | 10.000    | 4. & 5. WT20 |

## Kaderlisten
Indien benannte seine Kader am 13. Januar 2014.
| WODI | WODI | WTwenty20 | WTwenty20 |
| Neuseeland | West Indies | Neuseeland | West Indies |
| --- | --- | --- | --- |
| - Suzie Bates (K) - Nicola Browne - Samantha Curtis - Sophie Devine - Maddy Green - Holly Huddleston - Hayley Jensen - Felicity Leydon-Davis - Frances Mackay - Katey Martin (wk) - Sara McGlashan - Morna Nielsen - Katie Perkins - Rachel Priest (wk) | - Merissa Aguilleira (K, wk) - Shemaine Campbelle - Shanel Daley - Chinelle Henry - Stacy-Ann King - Kycia Knight - Kyshona Knight - Natasha McLean - Anisa Mohammed - Subrina Munroe - Shaquana Quintyne - Shakera Selman - Tremayne Smartt - Stafanie Taylor - Vanessa Watts | - Suzie Bates (K) - Nicola Browne - Samantha Curtis - Sophie Devine - Maddy Green - Holly Huddleston - Hayley Jensen - Felicity Leydon-Davis - Frances Mackay - Katey Martin (wk) - Sara McGlashan - Morna Nielsen - Katie Perkins - Rachel Priest (wk) | - Merissa Aguilleira (K, wk) - Shemaine Campbelle - Shanel Daley - Chinelle Henry - Stacy-Ann King - Kycia Knight - Kyshona Knight - Natasha McLean - Anisa Mohammed - Subrina Munroe - Shaquana Quintyne - Shakera Selman - Tremayne Smartt - Stafanie Taylor - Vanessa Watts |

## Tour Matches
| 20. Februar Scorecard | Lincoln | West Indies 218-5 (50)          | – | Canterbury 166-7 (50) |
|                       |         | West Indies gewinnt mit 52 Runs |   |                       |

## Women’s One-Day Internationals

### Erstes WODI in Lincoln
| 22. Februar Scorecard | Lincoln | West Indies 181-8 (50)           | – | Neuseeland 184-1 (29.3) |
|                       |         | Neuseeland gewinnt mit 9 Wickets |   |                         |

Die West Indies gewannen den Münzwurf und entschieden sich als Schlagmannschaft zu beginnen.

### Zweites WODI in Lincoln
| 24. Februar Scorecard | Lincoln | Neuseeland 274-5 (50)          | – | West Indies 180-9 (50) |
|                       |         | Neuseeland gewinnt mit 94 Runs |   |                        |

Die West Indies gewannen den Münzwurf und entschieden sich als Schlagmannschaft zu beginnen.

### Drittes WODI in Lincoln
| 26. Februar Scorecard | Lincoln | Neuseeland 221-8 (50)           | – | West Indies 114 (37.2) |
|                       |         | Neuseeland gewinnt mit 107 Runs |   |                        |

Neuseeland gewann den Münzwurf und entschied sich als Schlagmannschaft zu beginnen.

## Women’s Twenty20 Internationals

### Erstes WTwenty20 in Invercargill
| 1. März Scorecard | Invercargill | Neuseeland 120-7 (20)          | – | West Indies 88 (18.1) |
|                   |              | Neuseeland gewinnt mit 32 Runs |   |                       |

Die West Indies gewannen den Münzwurf und entschieden sich als Feldmannschaft zu beginnen.

### Zweites WTwenty20 in Invercargill
| 2. März Scorecard | Invercargill | West Indies 7-1 (2) | – | Neuseeland |
|                   |              | No Result           |   |            |

Neuseeland gewann den Münzwurf und entschied sich als Feldmannschaft zu beginnen. Das Spiel wurde nach Regenfällen abgebrochen.

### Drittes WTwenty20 in Invercargill
| 5. März Scorecard | Invercargill | Neuseeland 133-6 (20)          | – | West Indies 109 (19.5) |
|                   |              | Neuseeland gewinnt mit 24 Runs |   |                        |

Die West Indies gewannen den Münzwurf und entschieden sich als Feldmannschaft zu beginnen.

### Viertes WTwenty20 in Mount Maunganui
| 8. März Scorecard | Mount Maunganui | West Indies 99-7 (20)            | – | Neuseeland 103-2 (16.3) |
|                   |                 | Neuseeland gewinnt mit 8 Wickets |   |                         |

Die West Indies gewannen den Münzwurf und entschieden sich als Schlagmannschaft zu beginnen.

### Fünftes WTwenty20 in Mount Maunganui
| 9. März Scorecard | Mount Maunganui | Neuseeland 124-5 (20)          | – | West Indies 90 (19.4) |
|                   |                 | Neuseeland gewinnt mit 34 Runs |   |                       |

Neuseeland gewann den Münzwurf und entschied sich als Schlagmannschaft zu beginnen.